# フォルム (アルル)
アルルのフォルム（Forum, フォーラム）は、古代ローマ時代の公共広場跡。アレラーテ（当時のアルルの呼称）は紀元前46年にローマの植民地となったが、このフォルムは、紀元前20年代頃に建造された最初の大規模な都市施設であり、ユリウス・カエサルの庇護に感謝する目的で作られた。
世界遺産「アルルのローマ遺跡とロマネスク様式建造物群」の一部をなしている。

## 歴史

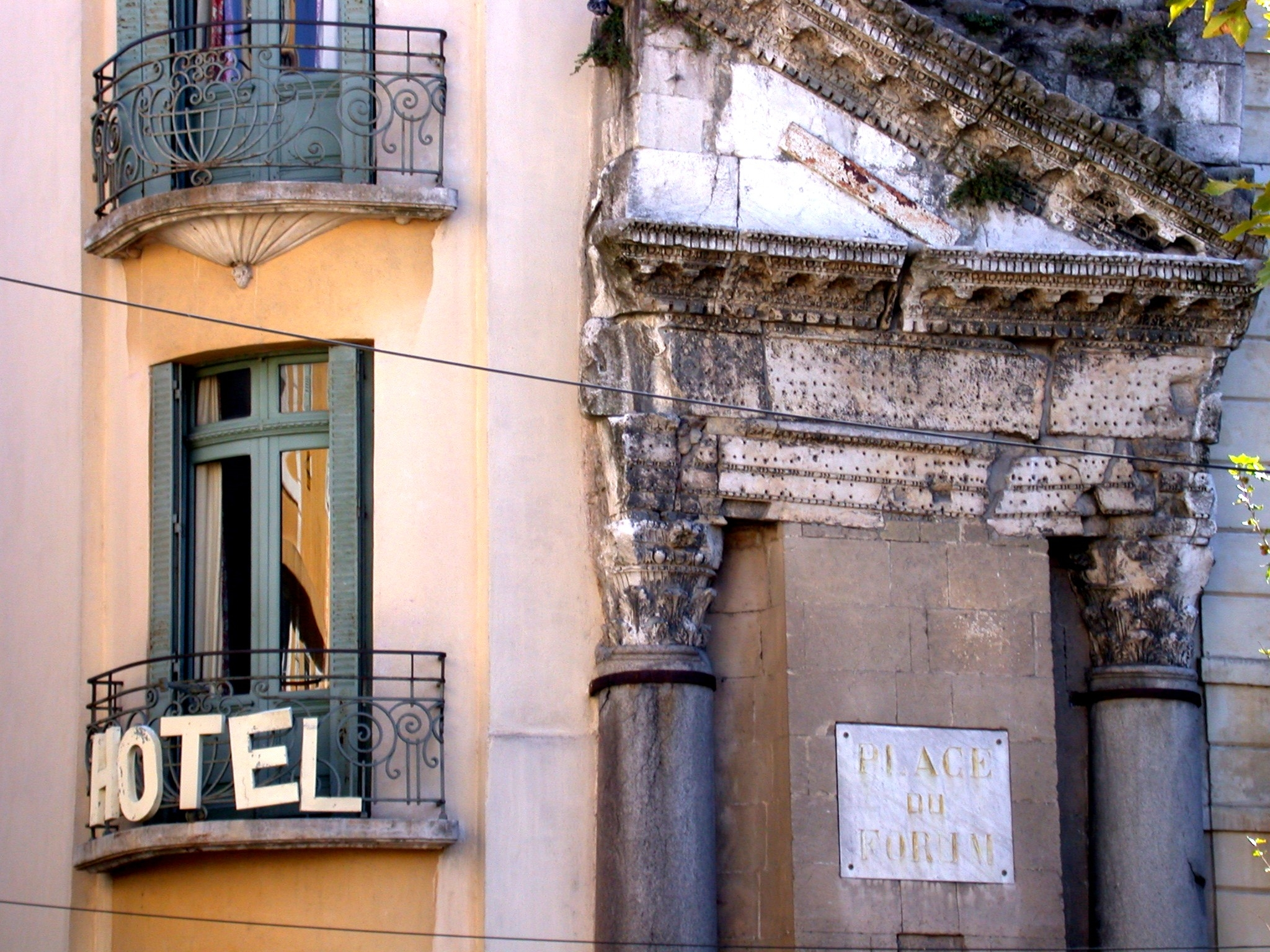
フォルムの遺構と隣接するホテル

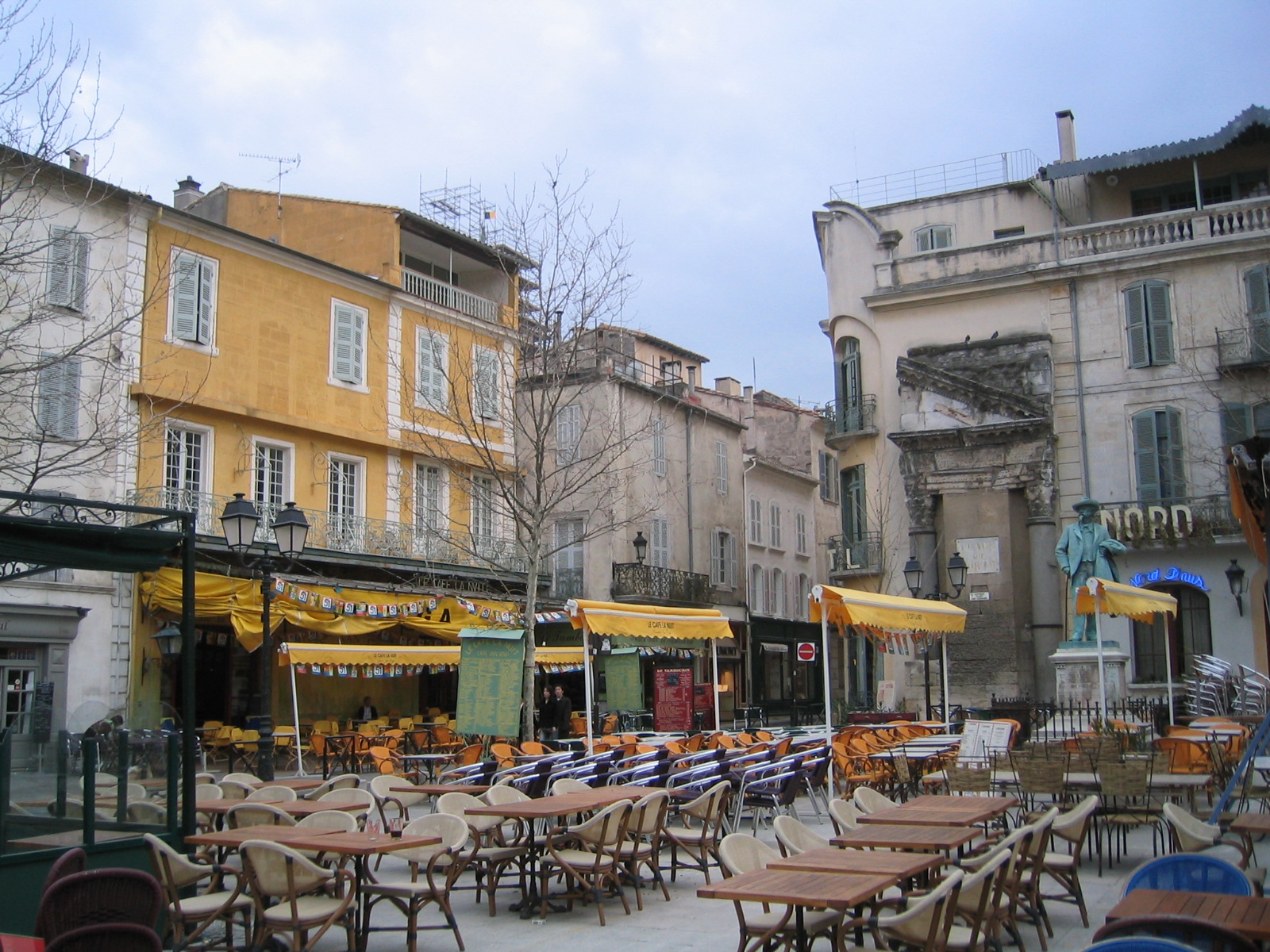
現在のフォルム広場（奥にフォルムの遺構が見える）

古代ローマの都市計画に従って、このフォルムは、南北を貫く大通り（カルド・マクシムス）と東西を貫く大通り（デクマヌス・マクシムス）の交差点に設定された。当時は敷石に覆われた3400メートル四方の大広場だったが、現存しているのは二本の柱に代表される遺構のみである。
当初のフォルムは、アーケードの回廊につながった4つの柱廊で飾られていた。このフォルムの独自性はその土台にある。土台となっているのは、広大な地下回廊だからである。この地下回廊は、穀倉地帯であるオチュールの丘の斜面の高低差をカバーするために据え付けられたもので、収穫物の格納を目的としていたともされる。
このフォルムは、シドニウス・アポリナリスが「柱や像や政治空間が渾然となってこの都市を支配している」と書き残しているように、古代の作家たちによって言及されていた。
現存するフォルムの場所は、古代の位置とは一致していない。本来は、現存している二本の柱のもっと南側に広がっていたのである。

## 世界遺産
1981年に円形闘技場などと併せて、世界遺産「アルルのローマ遺跡とロマネスク様式建造物群」として登録された。なお、土台となっている地下回廊とセットで登録という形が採られた（ともに世界遺産ID164-003）。